# Tyler Blackburn
Tyler Jordon Blackburn, född 12 oktober 1986 i Burbank i Kalifornien, är en amerikansk skådespelare, sångare och fotomodell. Han har bland annat medverkat i TV-serien Pretty Little Liars och spinoff-serien Ravenswood, i båda känd som Caleb Rivers.

## Diskografi
EP
- 2017 – Find a Way'

Singel
- 2012 – "Find a Way"

Annat
- 2012 – "Hard to Forget"[4] (promo-singel tillsammans med Anabel Englund)
- 2017 – "Long Day" (singel tillsammans med Novi)